# Willem van Haecht

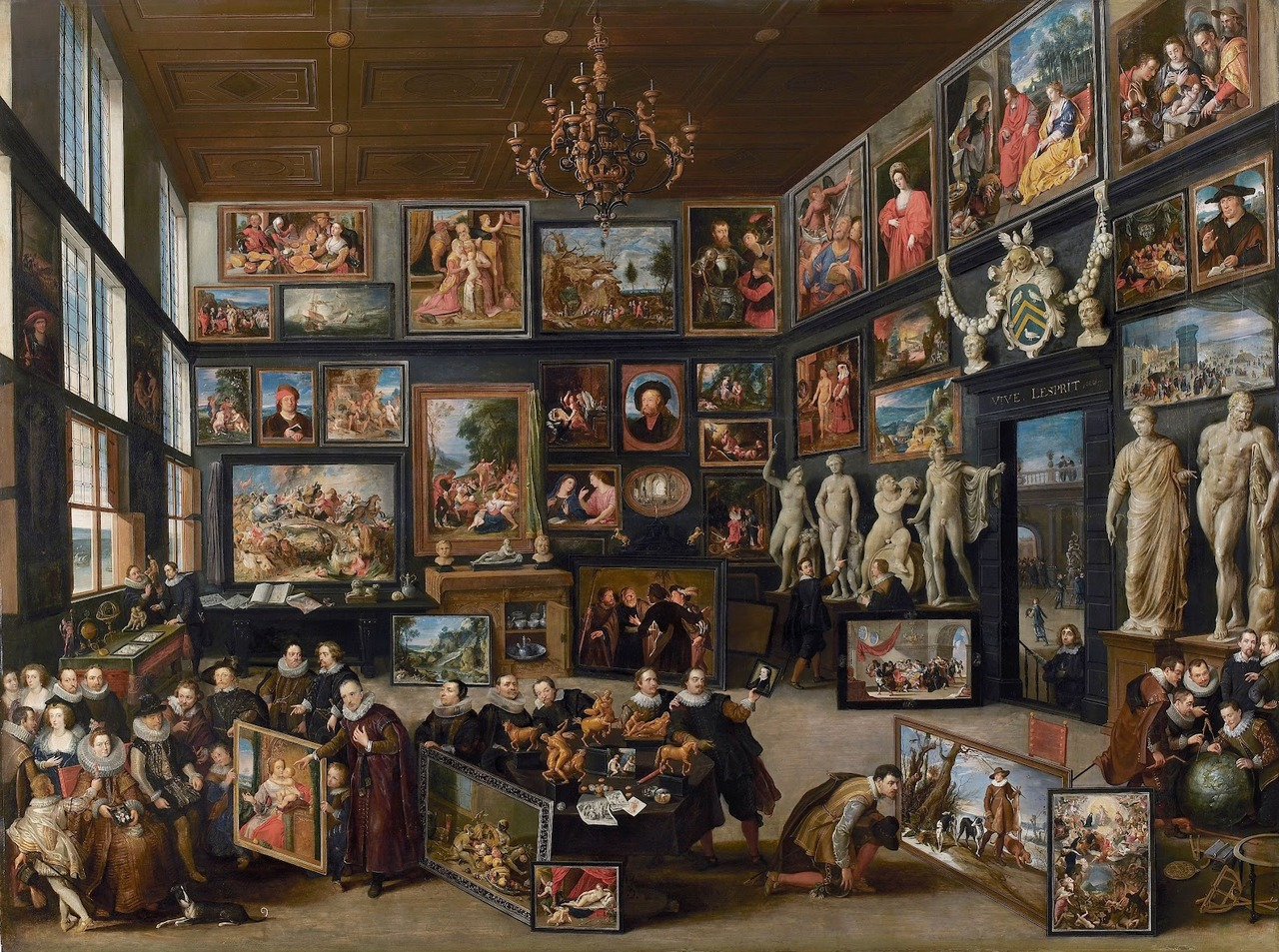
La Galeria de Cornelis van der Geest

Willem van Haecht (Anvers (Marquesat d'Anvers), 1593 - 12 de juliol de 1637) fou un pintor barroc brabanço conegut pels seus quadres de galeria; era fill del pintor de paisatges Tobias Verhaecht.
Va estudiar sota la direcció de Peter Paul Rubens, va treballar a París de 1615 a 1619 i a continuació va viatjar a Itàlia on va residir durant aproximadament set anys. Van Haecht va esdevenir mestre del gremi de Sant Lluc d'Anvers el 1626, i des de 1628 va ser conservador de la col·lecció d'art de Cornelis van der Geest. Aquesta col·lecció es representa en termes al·legòrics a la Galeria de quadres de Cornelis van der Geest (1628; Rubenshuis, Anvers). El costat esquerre de la pintura inclou diversos retrats de figures contemporànies, incloent-hi (des de l'esquerra) Isabel Clara Eugènia d'Espanya, Albert VII d'Àustria, Ladislau IV de Polònia, Peter Paul Rubens, príncep Władysław IV Vasa (que va visitar la galeria de Van der Geest el 1624, amb barret negre) i l'amfitrió mostrant un quadre, així com moltes pintures famoses com el Paracels de Quentin Matsys. A la paret de la dreta hi ha Dama al bany, un nu desaparegut de Jan van Eyck.